# إيمليو كابريلي
إيمليو كابريلي (بالإيطالية: Emilio Caprile)‏ (مواليد 30 سبتمبر 1928) هو لاعب كرة قدم. يلعب مع منتخب إيطاليا لكرة القدم. سبق له أن لعب في كأس العالم لكرة القدم مع منتخب بلاده.

## روابط خارجية
- إيمليو كابريلي على موقع قاعدة بيانات كرة القدم.إي يو (الإنجليزية)
- إيمليو كابريلي على موقع ناشيونال فوتبول تيمز (الإنجليزية)
- إيمليو كابريلي على موقع عالم كرة القدم.نت (الإنجليزية)
- إيمليو كابريلي على موقع أوليمبيديا (الإنجليزية)